# August'
Pour les articles homonymes, voir August.
August’ est la mascotte du Limoges CSP, équipe de basket-ball du championnat de France, connue pour disposer du plus important palmarès international de l’ensemble des clubs français de ce sport.
Il a notamment été interprété par Arnaud Cheminade lors de la saison 2016 - 2017.

## Détails

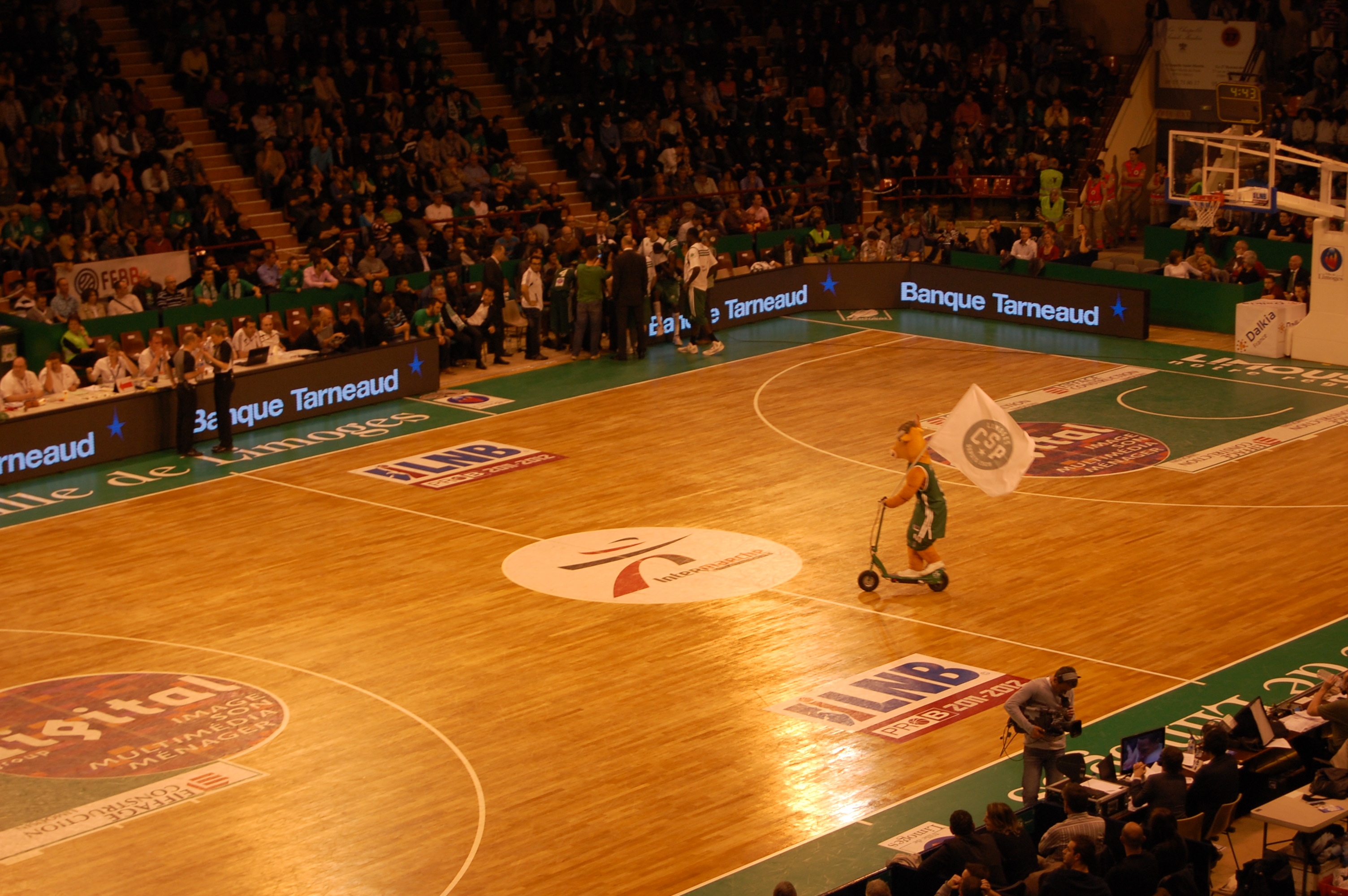
August' au stade Beaublanc

- La mascotte August’ a succédé à la mascotte Bouly, qui faisait elle-même suite au bonhomme Haribo.
- Elle porte un t-shirt aux couleurs du Limoges CSP, vert et blanc, et un short blanc ou vert.
- Elle porte le numéro 2[1], bien qu’apparaissant avec un maillot numéroté du 1 sur le site Internet du club[2].
- August’[3] mesure 1,90 m et se déplace à trottinette à moteur sur le parquet du palais des sports de Beaublanc.

August est pour Augustoritum, le nom latin de la capitale du peuple gaulois des Lémovices, dont dérive le nom moderne de Limoges.
August est un taureau représente un taureau limousin La limousine est une race bovine française rustique originaire du Limousin, qui est principalement vouée à la production de viande C'est une vache de couleur marron Le pôle de Lanaud, situé non loin de Limoges, tient une place majeure dans la sélection de la race limousine.